# 安塞勒弗朗
安塞勒弗朗（法語：Uncey-le-Franc，法語發音：[œ̃sɛ lə fʁɑ̃]）是法国科多尔省的一个市镇，位于该省西部，属于蒙巴尔区。

## 地理
安塞勒弗朗（47°20'42"N, 4°34'21"E）面积9.52 平方千米，位于法国勃艮第-弗朗什-孔泰大區科多尔省，该省份为法国中东部省份，北起奥布省，西接涅夫勒省和约讷省，南至索恩-卢瓦尔省，东南接汝拉省，东临上索恩省，东北部与上马恩省接壤。
与安塞勒弗朗接壤的市镇（或旧市镇、城区）包括：萨夫尔、格罗布瓦昂蒙塔涅、阿沃讷、布塞、马尔瑟卢瓦、圣梅曼、布里奥讷河畔苏塞。

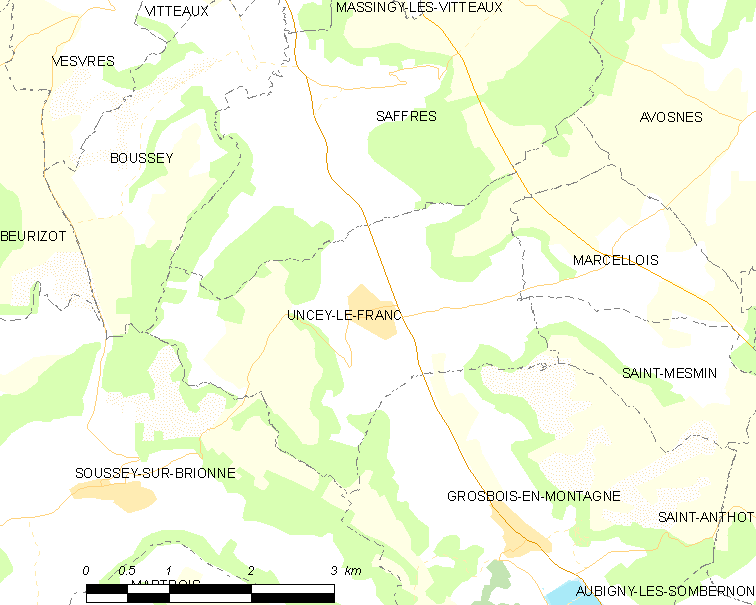
安塞勒弗朗的OSM定位图

安塞勒弗朗的时区为UTC+01:00、UTC+02:00（夏令时）。

## 行政
安塞勒弗朗的邮政编码为21350，INSEE市镇编码为21649。

## 政治
安塞勒弗朗所属的省级选区为欧苏瓦地区瑟米尔县。

## 人口

1962-2008年间安塞勒弗朗人口变化图示

安塞勒弗朗于2022年1月1日时的人口数量为49人。